# アブラハム・デ・ポッターの肖像
『アブラハム・デ・ポッターの肖像』（蘭: Portret van Abraham de Potter, 英: Portrait of Abraham de Potter）は、オランダ黄金時代の画家カレル・ファブリティウスが1649年に制作した肖像画である。油彩。アムステルダムの絹商人アブラハム・デ・ポッターを描いているが、ファブリティウスの初期のトロンプ・ルイユ（だまし絵）作品としても知られる。現在はアムステルダムのアムステルダム国立美術館に所蔵されている。

## 制作背景

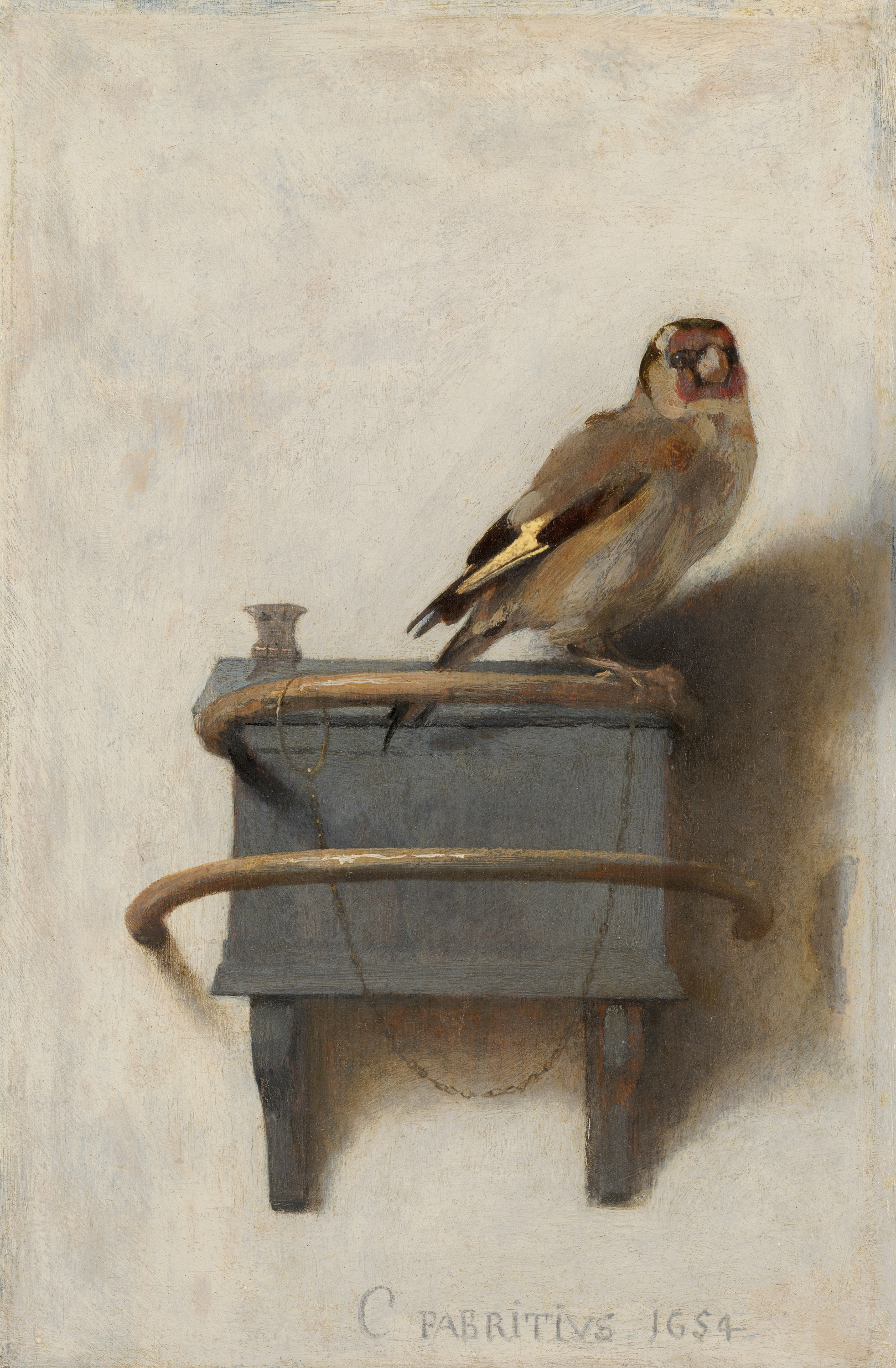
ファブリティウスが1654年に制作した『ゴシキヒワ』。トロンプ・ルイユ作品として名高い。マウリッツハイス美術館所蔵。

ファブリティウスがこの肖像画を描いたのは、デルフトに移る1年前のことである。この肖像画およびロッテルダムのボイマンス・ヴァン・ベーニンゲン美術館所蔵の『自画像』（Zelfportret）は、アムステルダムでのレンブラントとの共同研究が終わり、デルフトに出発するまでの短い期間に制作されたうち唯一現存する作品である。当時、ファブリティウスは故郷のミデンベームスターに再び住んでいた。17世紀の文書によると、その頃ベームスターにカントリー・ハウスを所有していたアムステルダムの裕福な一族のためにも仕事をこなしていた。彼らの友人でありファブリティウスの両親とはカルヴァン主義の信者仲間であったアブラハム・デ・ポッターとの関係のおかげで、ファブリティウスはこれらの顧客から仕事を得るようになった可能性がある。たとえば、デ・ポッターと妻サラ・ソーシェル（Sara Sauchelle）は画家の弟ヨハネス・ファブリティウス（Johannes Fabritius）の洗礼式で代父母を務めた。
デ・ポッターの名前はゴシキヒワ（Putter）と綴られることもあったため、ファブリティウスの伝記を書いた美術史家クリストファー・ブラウンは、ファブリティウスが有名な『ゴシキヒワ』を彼のために描いた可能性があることを慎重に示唆している。

## 作品
ファブリティウスは漆喰の壁の前でポーズをとるアブラハム・デ・ポッターを描いている。デ・ポッターは落ち着いた黒い服と硬いプリーツの襞襟を身に着け、身体の前で両手を組んでいる。ただし、この服装は肖像画が描かれた1649年には、もはや特にファッショナブルなものではなくなっていた。漆喰の壁はやや傷んでおり、右上に打ち付けられた1本の釘が描かれている。またその釘を挟むようにモデルの名前と、画家の署名が描き込まれている。一見すると、ファブリティウスはごく一般的な肖像画を描いたように見える。ところが背後の壁に描かれた釘は本物であるかのようであり、まるで肖像画に直接打ち付けられたかのように、画面から浮き上がって見える。
肖像画はレンブラントとの集中的な師弟関係ののち、ファブリティウスがたどった新しい道を説明している。下地が輝いて見える粗い絵画技法においてファブリティウスは師に対して忠実であり続けたが、初期の歴史画の劇的な明暗のコントラストを、洗練された色彩のニュアンスに満ちた、クリアで自然主義的な照明に置き換えた。これはおそらくトロンプ・ルイユへの関心の高まりに関連している。漆喰の壁に描かれた釘はファブリティウスの作品で知られている最も初期のトロンプ・ルイユの例である。

## 来歴
本作品はウォード卿の愛称で呼ばれた初代ダドリー伯爵ウィリアム・ウォードのコレクションに由来している。1892年6月25日にロンドンで開催された競売でウォード卿の不動産が売却された際に、美術商のマーティン・ヘンリー・コルナギが肖像画を購入し、同年12月にアムステルダム国立美術館に売却した。